# Osobowice
Osobowice (niem. Oswitz) – część (zwyczajowo nazywana osiedlem) Wrocławia, na osiedlu Osobowice-Rędzin, w byłej dzielnicy Psie Pole. Niegdyś wieś na prawym brzegu Odry, położona między Lasem Osobowickim (na zachodzie) a Różanką (na wschodzie). Administracyjnie stanowi część osiedla Osobowice-Rędzin.

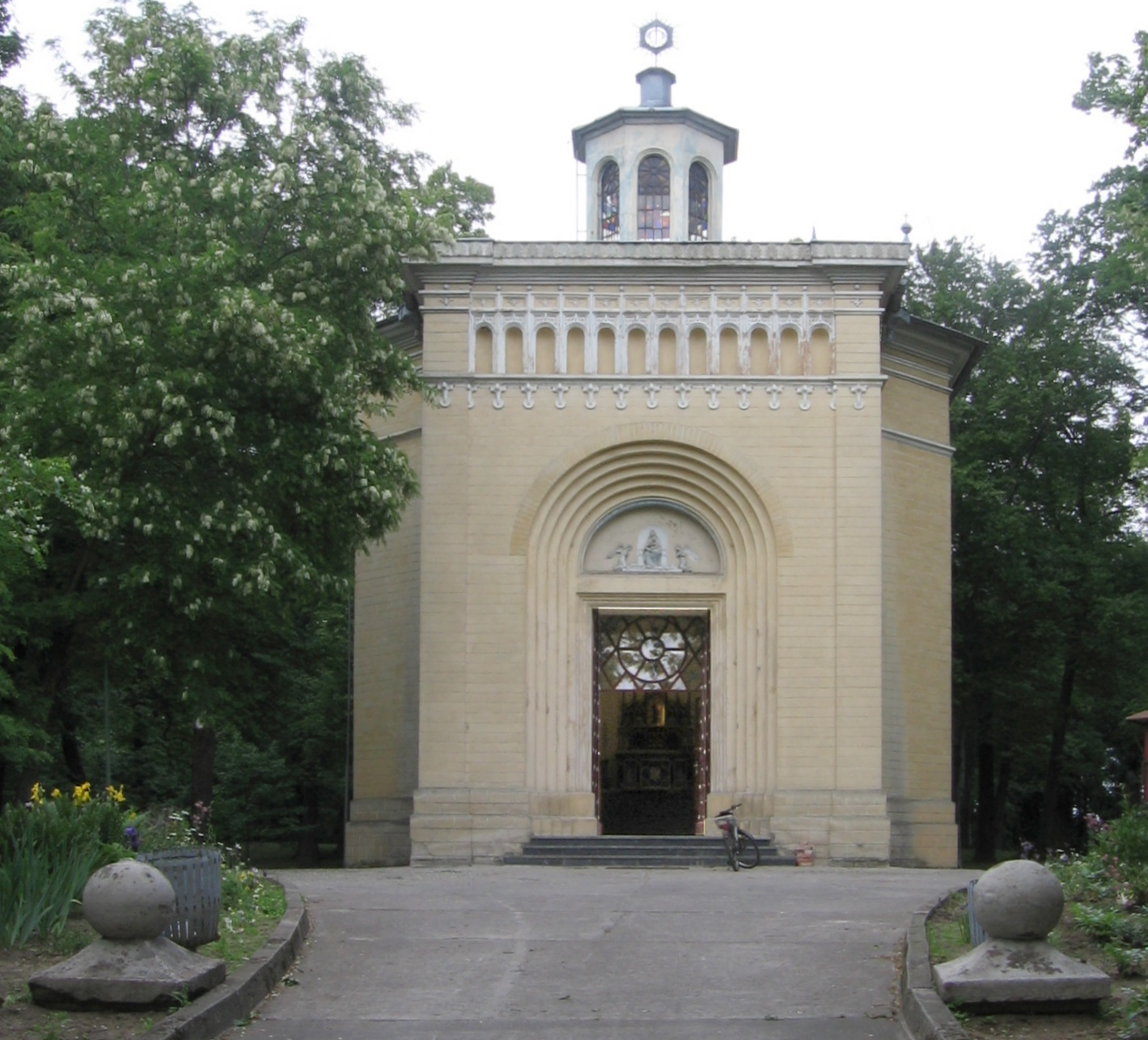
Kaplica pw. Matki Boskiej Osobowickiej na Wzgórzu

## Nazwa
Znaczenie nazwy nie ma jednoznacznej toponimii. Nazwa wywodzi się od polskiego terminu określającego obóz, osobę lub oddzielenie, wyłączność – osobność i być może wiązała się z odległą, osobną lokalizację względem nadrzędnego ośrodka.
Śląski pisarz Konstanty Damrot w swojej pracy o śląskim nazewnictwie z 1896 wydanej w Bytomiu wymienia dwie nazwy: obecnie funkcjonującą, polską Osobowice oraz niemiecką Oswitz. Cytuje on również zlatynizowane, staropolskie nazwy zanotowane w łacińskich średniowiecznych dokumentach: Ozobowicz w 1237, Osobozowe w 1243, Ozzobowitz w 1253 oraz Ozestowicz w 1256 podając również warianty tłumaczenia nazwy: Die Bedeutung des Namens ist nicht erklarich; ob derselbe mit osoba – deutsch Person, osobny – besonders, abgelegen (...), czyli w tłumaczeniu na polski „Znaczenie nazw nie jest jasne: takie samo w przypadku osoba – po niemiecku Person, osobny – wyszczególniony, wyłączny, wydzielony (...)”. Podobnie tłumaczy nazwę również niemiecki językoznawca Paul Hefftner w swojej pracy o nazwach miejscowości ziemi wrocławskiej pt. Ursprung und Bedeutung der Ortsnamen im Stadt und Landkreise Breslau.
W spisanym po łacinie dokumencie średniowiecznym wydanym we Wrocławiu dnia 26 lutego 1253, który sygnował książę śląski Henryk III Biały miejscowość wymieniona jest pod nazwą Ossobozowe. Pod nazwą Ossobozowe miejscowość notowana była również w 1283, a później także w 1257 Ozzobowiz, 1287 Ozobowicz, 1360 Ossewicz oraz Oswicz, a także w 1845 Osswitz.
W księdze łacińskiej Liber fundationis episcopatus Vratislaviensis (pol. Księga uposażeń biskupstwa wrocławskiego) spisanej za czasów biskupa Henryka z Wierzbna w latach 1295–1305 miejscowość wymieniona jest w zlatynizowanej formie Heysonis.

## Pierwsze ślady działalności człowieka
Pierwsze ślady człowieka w rejonie wzgórz osobowickich datuje się na młodszą epokę kamienia i datowane są pomiędzy 4200 a 1700 r. p.n.e. Znajdowane są też ślady z późniejszego okresu, z epoki brązu; pod jej koniec, ok. 800–650 r. p.n.e. powstały tu pierwsze grodziska – na Górce Kaplicznej (121 m n.p.m.) i Szańcu Szwedzkim (127 m n.p.m.) w obecnym Lesie Osobowickim.

## Zabytki
Do wojewódzkiego rejestru zabytków wpisane są:
- kościół par. pw. św. Teresy od Dzieciątka Jezus, ul. Osobowicka 129, z 1930 r.
- kaplica Kornów pw. Nawiedzenia NMP, ul. Lipska, z drugiej poł. XIX w.

## Kult Matki Bożej Osobowickiej
W 1242 wdowa po Henryku Pobożnym, księżna Anna nadała tutejsze ziemie zakonowi Św. Klary, co potwierdzone zostało ponownie w 1257. Od tego czasu Osobowice pozostawały własnością klasztorną. W wieku XVII nieznany artysta wyrzeźbił niewielką figurkę Matki Boskiej, którą umieszczono na dębie rosnącym u podnóża Górki Kaplicznej; figurze tej przypisywano nadzwyczajne właściwości: m.in. uznano, że kantor Balcer z wrocławskiego kościoła św. Macieja odzyskał w 1724 zdrowie w cudowny sposób dzięki odbytym tutaj modlitwom. Kult maryjny figurki Matki Boskiej Osobowickiej został usankcjonowany przez siostry klaryski przez wzniesienie w 1725 na szczycie wzgórza drewnianej kaplicy.
Po sekularyzacji przez Królestwo Pruskie klasztorów w 1810 Osobowice przekształcone zostały w wieś folwarczną. W 1812 zostały wykupione na własność przez rodzinę wydawców, księgarzy i drukarzy – Kornów. Johann Gottlieb Korn, ówczesny senior rodu, ufundował na Górce Kaplicznej nową kaplicę. Nawiedzenia Matki Boskiej Osobowickiej na Wzgórzu w miejsce poprzedniej drewnianej. Kaplica ta zaprojektowana została przez Carla Ferdinanda Langhansa (młodszego) i wybudowana w latach 1822–1824.

## Obecne wykorzystanie

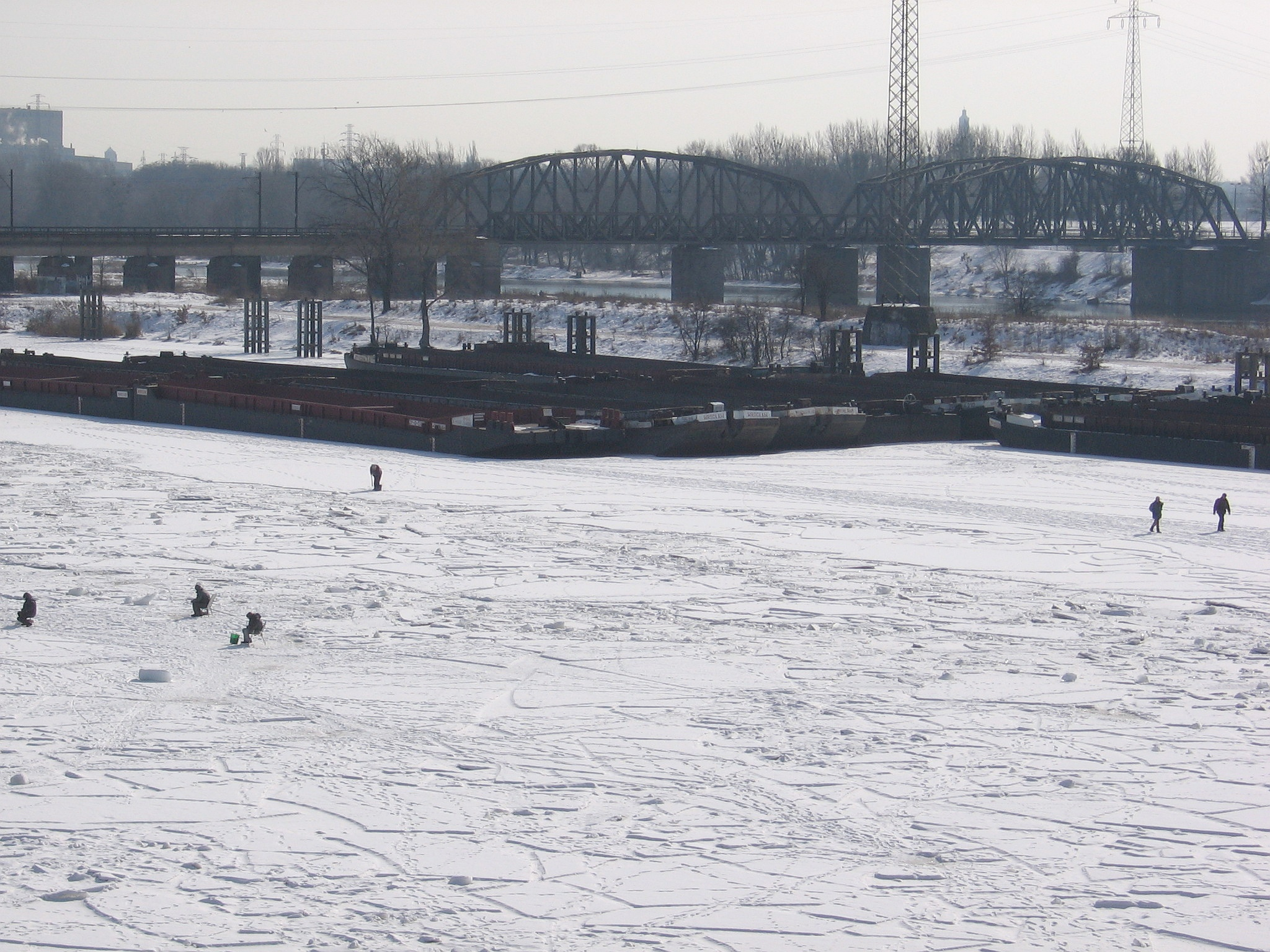
Zimowisko barek rzecznych w odrzańskiej zatoce na Osobowicach

Okolice Osobowic stały się chętnie odwiedzanym terenem rekreacyjnym, budowano tu gospody i karczmy, istniał też browar. W 1845 w 52 domach mieszkały we wsi 374 osoby. W drugiej połowie XIX wieku przez granicę pomiędzy Różanką a Osobowicami przeprowadzono linię kolejową do Poznania. Na początku XX wieku wschodnia część terenu Osobowic służyła już Wrocławiowi jako Städtliche Rieselfelder – miejskie pola irygacyjne (dziś znajdują się tam ogródki działkowe przecięte obwodnicą śródmiejską Wrocławia, a pola irygacyjne przeniesiono na obszary nieco odleglejsze – bardziej na zachód i północ). Wieś przyłączono do miasta w 1928. Od tego czasu datuje się zabudowa willowa i podmiejska. W tym czasie w południowo-wschodniej i zachodniej części Osobowic utworzono dwie zatoki w Odrze, służące jako zimowiska barek rzecznych. W 1931 przebudowano jedną z tutejszych gospód na kościół (św. Teresy od Dzieciątka Jezus). Podczas wojny w tutejszych restauracjach urządzono obóz deportacyjny dla Polaków. Po wojnie wojsko utworzyło tu ośrodek wypoczynkowo-szkoleniowy z przystanią nad Odrą. W 1973 do Wrocławia przyłączono m.in. Rędzin i Lipę Piotrowską, graniczące z Osobowicami od zachodu i północy. W 2004 oddano do użytku most Milenijny będący fragmentem obwodnicy śródmiejskiej, łączący Osobowice z leżącymi po drugiej stronie Odry Popowicami. Do czasu oddania do eksploatacji tego mostu jedynym połączeniem Osobowic z resztą miasta była ulica Osobowicka, którą wiedzie wybudowana jeszcze na przełomie wieków XIX i XX linia tramwajowa (jej pętla, która mieści się przy skrzyżowaniu Osobowickiej i Krotoszyńskiej, jest najstarszą pętlą tramwajową w mieście). Dojazd tramwajami 14 i 24.
W północnej części Osobowic – na pograniczu z Rędzinem i Lipą Piotrowską – znajdują się obszary pól irygacyjnych wrocławskiej oczyszczalni ścieków.
Osiedle Osobowice jest – na podstawie decyzji Rady Miejskiej Wrocławia – traktowane wspólnie z sąsiadującym Rędzinem i ma wspólną z nim Radę Osiedla. Liczba mieszkańców obu osiedli wynosi ok. 2,1 tys.